# Генеральный штаб Турецкой Республики
Генеральный штаб Турецкой Республики — высшая штабная организация в Вооружённых силах Турции.

## Начальник Генерального штаба
Знаки различия начальника Генерального штаба
Начальник Генерального штаба является самым высокопоставленным офицером в Вооружённых силах Турции. Нынешний начальник Генерального штаба — Яшар Гюлер. Его предшественником был Хулуси Акар. Согласно Конституции Турции, начальник Генерального штаба подчиняется президенту и выполняет функции командующего Вооружёнными силами Турции.
Во время войны начальник Генерального штаба принимает на себя полномочия главнокомандующего от имени президента, который представляет полномочия главнокомандующего от имени парламента. Командование Вооружёнными силами и разработка политики и программ, связанных с подготовкой личного состава к бою, разведке, операциям, организации, обучению и материально-техническому обеспечению, являются обязанностями Генерального штаба. Кроме того, Генеральный штаб координирует военные отношения Вооружённых сил Турции со своими коллегами в государствах-членах НАТО и другие дружественные страны.
Начальник Генерального штаба занимает пятое по старшинству место в списке государственных протоколов после президента Республики, председателя Конституционного суда, председателя Великого Национального собрания и вице-президента по протоколу Турецкой Республики.
Обычно начальник Генерального штаба занимал должность командующего сухопутными войсками Турции до их назначения. Хотя это не является юридическим требованием.

## Организация обороны Турции
Иерархия, представительство и использование Вооружённых сил Турции в рамках государственной организации регулируются конституцией Турции.
Вооружённые силы Турции состоят из Генерального штаба Вооружённых сил Турции, Сухопутных войск Турции, военно-морских сил Турции и военно-воздушных сил Турции.
Согласно конституции, «Главнокомандующий» входит в духовную структуру Великого национального собрания и представлен Президентом, который несёт ответственность перед Великим национальным собранием за национальную безопасность и подготовку Вооружённых сил Турции к защите страны. Однако полномочия по объявлению военного положения и отправке турецких вооружённых сил в зарубежные страны или разрешению размещения иностранных вооружённых сил в Турции требуют одобрения турецкого парламента. Хотя президент может принять решение об использовании Вооружённых сил для защиты страны, если произойдёт внезапное внешнее нападение на страну.
Министр национальной обороны подчиняется президенту и отвечает за набор, закупки, производство, логистику, медицинское обслуживание и другие задачи по подготовке Вооружённых сил и их персонала к военным операциям.
Начальник Генерального штаба подчиняется министру национальной обороны и отвечает за:
- Подготовка Вооружённых Сил и их личного состава к военным операциям
- Сбор военной разведывательной информации
- Организация и подготовка Вооружённых сил
- Управление логистическими услугами

Начальник Генерального штаба также является Главнокомандующим Вооружёнными силами от имени Президента в военное время.
Командующие трёх родов войск (сухопутных войск, военно-морского флота и Военно-воздушных сил) подчиняются непосредственно министру национальной обороны.

## Командование сил специального назначения
Командование сил специального назначения, прозванное Бордовыми беретами из-за их отличительных служебных головных уборов, является подразделением специальных операций Вооружённых сил Турции. Командование сил специального назначения не подчинено никакому командованию сил в TAF, получая приказы непосредственно из Генерального штаба.